# Quellschnecken
Die Quellschnecken oder Quellenschnecken (Bythinella) sind eine Gattung sehr kleiner, im Süßwasser lebender Schnecken aus der Familie der Wasserdeckelschnecken (Hydrobiidae).

## Merkmale
Die rechtsgewundenen Gehäuse werden nur etwa 4 mm hoch. Sie haben etwa vier bis fünf meist rasch zunehmende Windungen. Die Oberseite des Weichkörpers ist häufig pigmentiert, der Fuß blassgelb. Die Schnauze ist kurz und in der Mitte eingeschnitten. Auf der Oberseite des Kopfes sitzen zwei schlanke, borstenförmige Fühler. Die Augen sitzen an der Basis der Fühler. Die Tiere sind getrenntgeschlechtlich. Das Gehäuse kann mit einem Operculum (Deckel) verschlossen werden.

## Geographische Verbreitung und Lebensraum
Die Verbreitung der Gattung reicht von Spanien über Zentral-Europa und den Balkan bis in die Türkei. Aus Frankreich, wo rezent sehr detailliert geforscht wurde, sind zahlreiche Arten bekannt, in Südosteuropa – wo eine höhere Zahl an endemischen Arten zu erwarten wäre – ist der Kenntnisstand noch lückenhaft.
Die Arten der Gattung leben in Quellen und den davon ausgehenden Bächen, seltener in Höhlen oder im Grundwasser.

## Taxonomie
Das Taxon wurde 1856 von Moquin-Tandon aufgestellt. Typusart ist Bulimus viridis Poiret, 1801 durch eine Entscheidung der Internationalen Kommission für Zoologische Nomenklatur.
Derzeit (2015) sind mehr als 80 Arten und Unterarten der Gattung Bythinella als gültige Taxa anerkannt. Aufgrund der schwierigen Unterscheidung der einzelnen Arten, die vorwiegend aufgrund der Geschlechtsorgane oder über Sequenzierung der DNA erfolgt, sind auch noch neue, bisher unbeschriebene Arten zu erwarten. In Österreich, Deutschland und angrenzenden Gebieten kommen nach derzeitigem Kenntnisstand die folgenden Arten vor:
- Österreichische Quellschnecke (Bythinella austriaca von Frauenfeld, 1857) (mit mehreren Unterarten)
- Badische Quellschnecke (Bythinella badensis Boeters. 1981)
- Bayerische Quellschnecke (Bythinella bavaricaClessin, 1876)
- Bythinella bicarinata (Des Moulins, 1827)
- Dunkers Quellschnecke (Bythinella dunkeri (von Frauenfeld, 1857))
- Rhön-Quellschnecke (Bythinella compressa (von Frauenfeld, 1857))
- Bythinella cylindrica von Frauenfeld, 1857
- Bythinella dunkeri (von Frauenfeld, 1857)
- Bythinella hungarica Hazay, 1881
- Bythinella metarubra Falniowski, 1987
- Bythinella micherdzinskii Falniowski, 1987
- Bythinella opaca von Gallenstein, 1848
- Bythinella padana (Bernasconi, 1989)
- Pannonische Quellschnecke (Bythinella pannonica)
- Bythinella viridis (Poiret, 1801)
- Bythinella pupoides (Paladilhe, 1869)

## Belege